# Predeal-Sărari
Predeal-Sărari é uma comuna romena localizada no distrito de Prahova, na região de Muntênia. A comuna possui uma área de  km² e sua população era de 2597 habitantes segundo o censo de 2007.